# Gelting Skov
Gelting Skov eller Geltingskov (på latin Silva geltinga) var et større skovområde, som strakte sig fra Røst i syd til Gelting i nord og omfattede i middelalderen faktisk hele egnen mellem Kappel og Gelting i det østlige Angel. Sognet i Gelting Skov var i begyndelsen forbundet med Ny Herred.
Ved Gelting i nord hedder et lille skovareal stadig Nørreskov, ved Hvidkilde/Drølt i syd Sønderskov. Efter oldgermansk ret var al ikke opdyrket jord, først og fremmest skovene, kongens ejendom. I forbindelse hermed opregner Kong Valdemars jordebog fra 1231 mange besiddelser i området omkring Gelting i det østlige Angel (→som dansk krongods). I senmiddelalderen blev eferhånden store dele af egnen ryddet og omdannet til godser. Tilsvarende findes der nu mange stednavne, som fortæller om rydet skov, således Katterød, Basrød og Reglsrød. Det var især den ældre holstenske adel, som oprettede godser, men også dansk-jyske adelsfamilier som Skram og Abildgaard. Allerede omkring 1400 fandtes der udskilte godser som Bukhavn, Gelting, Runtoft og Røst. Dertil kom (senere) Tøstrupgaard, Sandbæk, Ø (Gade), Kronsgaard, Dollerød, Dyttebøl og Prisholt. Godser bestod af en borg i centrum og tilsluttede gårde i omegnen med mange forpagtere, fæstere og kådnere under sig. Dertil kom en del strøgods, som var spredt over hele Angel. Der nævnes f.eks. pantsættelse af Bukhavn til til den holstenske ridder Sievert Sehested i 1339. Geltingskov blev senere til det 1. angelske godsdistrikt.